# Haustochter
Eine Haustochter war im 19. und der ersten Hälfte des 20. Jahrhunderts eine junge Frau, die für eine bestimmte Zeit in einer fremden Familie lebte, um dort die Haushaltsführung zu erlernen. Die Haustochter war keine Hausangestellte, sondern sollte wie ein Familienmitglied behandelt werden.
Dem Begriff Haustochter entspricht in heutiger Zeit in etwa der Begriff Au pair. Die Ursprünge des Au pair-Programms stammen aus der Schweiz. Dort sandten Kaufleute ihre Töchter zu Familien in anderssprachige Teile des Landes, damit sie dort im Gegenzug zu Hilfe im Haushalt und bei der Kinderbetreuung eine andere Sprache lernten und eine erweiterte Bildung erhielten. Beispiel dafür ist das Welschlandjahr.
Die Haustochter war auch eine Person des alt-römischen Rechts und wurde als filia familias bezeichnet. Das Hauskind war das nach römischem Recht adoptierte Kind.